# Deutsch Evern
Deutsch Evern er en kommune i den sydlige del af Landkreis Lüneburg i den tyske delstat Niedersachsen, og er en del af Samtgemeinde Ilmenau.

## Geografi
Deutsch Evern ligger syd for Lüneburg mellem Naturschutzgebiet Lüneburger Heide og Naturpark Elbufer-Drawehn; Floden Ilmenau danner kommunegrænsen til Samtgemeindens adminitrationsby Melbeck mod vest.